# Alexis Hody
Baron Alexis Guillaume Charles Prosper Hody (Brussel, 29 september 1807 - 27 oktober 1880) was administrateur-generaal van de Belgische Openbare Veiligheid.

## Levensloop
Hody was een zoon van Charles Hody, advocaat bij de Souvereine Raad van Brabant en van Emerence Van Coeckelberghe.
Hij deed uitstekende middelbare studies in het Atheneum van Brussel en behaalde het diploma van doctor in de rechten in 1829 aan de Rijksuniversiteit van Leuven. De titel van zijn thesis luidde: Spécimen historicojuridicum de venatione. Hody stichtte, samen met Prosper d'Elhoungne (zoon van Antoine-François d'Elhoungne) en Adolphe Roussel, een studentenalmanak onder de titel Almanach des étudiants belges des provinces méridionales. Hij wilde advocaat worden maar werd tegengehouden door zijn onkunde van het Nederlands. Hij dacht eraan journalist te worden, maar toen het Frans dan toch tegen het einde van de jaren twintig voor pleidooien werd toegelaten, schreef hij zich in aan de balie.
Na de revolutie van 1830 trad hij toe tot de magistratuur. Na een paar maanden plaatsvervangend rechter te zijn geweest, werd hij substituut procureur. In 1832 was hij eerste substituut en in 1836 procureur des Konings van Brussel.

## Staatsveiligheid
Hody werd vervolgens op 3 januari 1839 administrateur generaal van de Openbare Veiligheid, in opvolging van de overleden Emmanuel François. Hij getroostte zich grote inspanningen om de nog altijd weinig georganiseerde dienst beter uit te bouwen, onder meer door een uitgewerkt fichesysteem, door regelmatige contacten met buitenlandse veiligheidsdiensten, door de aanwerving van bekwame medewerkers, door het gebruikmaken van de ontluikende fotografie, door het vertalen van 'anarchistische' kranten en geschriften, zoals bijvoorbeeld stukken van Karl Marx uit de Deutsche-Brüsseler-Zeitung.
In 1840 kreeg hij er de opdracht bij van inspecteur-generaal van de gevangenissen. Samen met Edouard Ducpétiaux en Adolphe Quételet, werd hij een van de voorvechters van het cellulair systeem. Hij bleef deze tweede functie uitoefenen tot in 1848.
In de jaren achttien veertig was er heel wat te doen met opkomend arbeidersoproer. Hody pakte vooral Jacob Kats en de gebroeders Delhasse aan, die beschouwd werden als de 'verspreiders van de kiemen van anarchie en wanorde'. Er was ook nog een late orangistische oprisping, het 'complot des paniers percés'. En dan waren er vooral de vele Fransen en Duitsers (onder wie Karl Marx en Friedrich Engels) die hun land ontvluchtten en in België asiel zochten. De Staatsveiligheid probeerde ze zo veel als mogelijk te weren en, als dat niet lukte, tot politieke inactiviteit te dwingen.
De uitwijzingen gebeurden niet altijd op wettelijke gronden en dat werd door de rechtbanken, tot in Cassatie, vastgesteld. Toen Hody in 1848 de Franse socialist Louis Blanc uitwees, kwam hij hierover in botsing met de liberale minister van Justitie de Haussy. Zijn wil om de politie te centraliseren bracht hem ook in conflict met burgemeesters, meer bepaald met Charles de Brouckère. Na de revolutie van 1848 en de staatsgreep in Frankrijk van 1851 wilde de Brouckère het land openstellen voor Franse ballingen. Toen de activist Bianchi, van wie gezegd werd dat hij een rol had gespeeld in de expeditie van Risquons-Tout, door de Brouckère in bescherming werd genomen, liep het dispuut hoog op. Het zal hij of ik zijn liet de Brouckère aan de koning en aan de eerste minister weten. Het gevolg was dat Hody werd verzocht ontslag te nemen. We hebben ervan geprofiteerd om Hody aan de dijk te zetten liet Jules Van Praet weten aan zijn correspondente in Parijs gravin Le Hon. Hij werd opgevolgd door de magistraat Napoleon Joseph Verheyen.

## Parketmagistraat
Hody werd opnieuw in zijn vroegere functie van procureur des Konings geïnstalleerd. Na er gedurende een aantal jaren tot ieders tevredenheid het Brusselse parket te hebben geleid, werd hij meegesleurd in een schandaal. Er was namelijk veel te doen over de flamboyante bankier André Langrand-Dumonceau, tegen wie een aantal processen liepen. In 1869 spande wisselagent Mandel een geding in tegen Hody, die hij verweet Dumonceau in een zaak waarin hij vervolgd werd voor oplichting, in samenwerking met procureur-generaal Charles de Bavay, uit de wind te hebben gezet door ontslag van rechtsvervolging toe te kennen.
Het proces, waarbij zwakheden in het onderzoek tegen Langrand aan het licht kwamen, maakte dat de Bavay ontslagen werd en Hody gemuteerd naar het departement Justitie. Ook al viel hem niets te verwijten omdat hij zich, als vriend van Langrand ver van dit onderzoek had gehouden, was het toch een probleem dat hij aandeelhouder was van de 'Crédit foncier international', een vennootschap van Langrand en vooral ook dat zijn zoon Ludovic Hody (1835-1905) de privé-secretaris van de bankier was. Van 1873 tot aan zijn pensionering een jaar voor zijn dood bleef Hody directeur op het departement Justitie.

## Andere activiteiten
Hody was gedurende veertig jaar officier in de Brusselse Burgerwacht en hij leverde er een bijdrage door de tuchtraden van deze instelling te reorganiseren.
Hij was tevens een actief lid van het Sint-Vincentiusgenootschap en zette zich voor caritatieve activiteiten in. 
Binnen de katholieke gemeenschap zette hij zich in, als lid van de ridderorde van het H. Graf, voor het organiseren van bedevaarten naar het Heilig Land en droeg hij, als voorzitter van de kerkfabriek, bij tot de restauratie en onderhoud van de Zavelkerk. Zijn uitvaart vond in die kerk plaats, alvorens hij op het kerkhof van Strombeek werd begraven.

## Familie
Hody trouwde op 2 september 1830 met Joséphine de Burlet (1808-1891), dochter van Gérard de Burlet, burgemeester van Perwez. Hun dochter Emerence (1831-1907) werd religieuze. Hun zoon Ludovic, doctor in de rechten, ridder in de Orde van het H. Graf, trouwde met Hortense de Burtin, dochter van de burgemeester van Strombeek. Het huwelijk bleef kinderloos.
In 1839 verkreeg Hody adelserkenning, in 1843 verkreeg hij de overdraagbare titel van ridder en in 1847 de overdraagbare titel van baron.
Zijn biograaf in de Biographie Nationale de Belgique gaf hem de naam de Hody-Warfusée, hetgeen dubbel verkeerd is: zijn naam bleef Hody, zonder partikel en zonder bijgevoegde naam, ook al is het juist dat hij van de adellijke familie de Warfusée afstamde.

## Publicaties
- Païens ou chrétiens. La vérité sur la question des cimetières, au point de vue social et chrétien (1862)
- L'Innocence opprimée. Vie de la bienheureuse Marie de Woluwe (1872).
- Description des tombeaux de Godefroid de Bouillon et des rois latins de Jérusalem jadis existant dans l'Eglise du Saint-Sépulcre ou de la Résurrection (1855)
- Godefroid de Bouillon et les rois latins de Jérusalem (1859),
- Godefroid de Bouillon à Boulogne-sur-Mer, à Bruxelles et à Jérusalem (1863)
- Etude épigraphique sur le monument érigé à Bruxelles, en 1848, à la mémoire de Godefroid de Bouillon (1866)
- Du badigeon décoratif des églises (1866)
- Etude sommaire sur la construction de l'église Notre-Dame-du-Sablon (1877)